# Stiepnoj (rejon taszliński)
Stiepnoj (ros. Степной) – osiedle w Rosji, w obwodzie orenburskim, w rejonie taszlińskim. W 2010 liczyło 1170 mieszkańców.